# Цератозамия
Цератоза́мия (лат. Ceratozamia) — род голосеменных растений семейства Замиевые (Zamiaceae), распространённых в юго-восточных районах Мексики и Гватемалы.
Это невысокие растения, часто с клубневидными стволом, который редко поднимается над грунтом на 1—2 метра и покрыт панцирем из оснований черешков опавших листьев. От саговников цератозамии отличаются формой чешуеобразных спорофилов. Чешуи мега- и микроспорофилов у них заканчиваются на верхушке двумя роговидными выростами. С этим и связано название рода (от греч. Keras — рог).

## Виды
По информации базы данных The Plant List (на июль 2016) род включает 25 видов:
- Ceratozamia alvarezii Pérez-Farr., Vovides & Iglesias
- Ceratozamia becerrae Pérez-Farr., Vovides & Schutzman
- Ceratozamia chimalapensis Pérez-Farr. & Vovides
- Ceratozamia decumbens Vovides, S.Avendaño, Pérez-Farr. & González-Astorga
- Ceratozamia euryphyllidia Vázq. Torres, Sabato & D.W. Stev.
- Ceratozamia hildae G.P. Landry & M.C. Wilson
- Ceratozamia hondurensis J.L. Haynes, Whitelock, Schutzman & R.S. Adams
- Ceratozamia huastecorum S. Avendaño, Vovides & Cast.-Campos
- Ceratozamia kuesteriana Regel
- Ceratozamia latifolia Miq.
- Ceratozamia matudae Lundell
- Ceratozamia mexicana Brongn.
- Ceratozamia microstrobila Vovides & J.D. Rees
- Ceratozamia miqueliana H. Wendl.
- Ceratozamia mirandae Vovides, Pérez-Farr. & Iglesias
- Ceratozamia mixeorum Chemnick, T.J. Greg. & S. Salas-Mor.
- Ceratozamia morettii Vázq. Torres & Vovides
- Ceratozamia norstogii D.W. Stev.
- Ceratozamia robusta Miq.
- Ceratozamia sabatoi Vovides, Vázq. Torres, Schutzman & Iglesias
- Ceratozamia santillanii Miq.
- Ceratozamia vovidesii Pérez-Farr. & Iglesias
- Ceratozamia whitelockiana Chemnick & T.J. Greg.
- Ceratozamia zaragozae Medellin-Leal
- Ceratozamia zoquorum Pérez-Farr., Vovides & Iglesias

Ископаемые виды Ceratozamia hofmannii и Ceratozamia wrightii описаны с эоцена.